# Han är jag!
Han är jag! (engelska: Taking Care of Business) är en amerikansk komedifilm från 1990 i regi av Arthur Hiller. I huvudrollerna ses James Belushi och Charles Grodin.

## Rollista i urval
- James Belushi - Jimmy Dworski
- Charles Grodin - Spencer Barnes
- Mako - Mr. Sakamoto
- Héctor Elizondo - fängelseföreståndaren
- Veronica Hamel - Elizabeth Barnes
- Stephen Elliott - Walter Bentley
- Loryn Locklin - Jewel Bentley
- John de Lancie - Ted Bradford Jr.
- Gates McFadden - Diane Connors
- Anne De Salvo - Debbie Lipton
- Burke Byrnes - fängelsevakt